# Communauté de communes de Triaucourt-Vaubecourt
Die Communauté de communes de Triaucourt-Vaubecourt war ein französischer Gemeindeverband mit der Rechtsform einer Communauté de communes im Département Meuse in der Region Grand Est. Sie wurde am 24. Dezember 1999 gegründet und umfasste 24 Gemeinden. Der Verwaltungssitz befand sich im Ort Beausite.

## Historische Entwicklung
Mit Wirkung vom 1. Januar 2017 fusionierte der Gemeindeverband mit der Communauté de communes entre Aire et Meuse und bildete so die Nachfolgeorganisation Communauté de communes Entre Aire et Meuse Triaucourt-Vaubécourt,
die jedoch mit Erlass vom 29. Juni 2017 auf die Bezeichnung Communauté de communes de l’Aire à l’Argonne umbenannt wurde.

## Ehemalige Mitgliedsgemeinden
1. Autrécourt-sur-Aire
2. Beaulieu-en-Argonne
3. Beausite
4. Brizeaux
5. Chaumont-sur-Aire
6. Courcelles-sur-Aire
7. Érize-la-Petite
8. Èvres
9. Foucaucourt-sur-Thabas
10. Les Hauts-de-Chée
11. Ippécourt
12. Lavoye
13. Lisle-en-Barrois
14. Louppy-le-Château
15. Nubécourt
16. Pretz-en-Argonne
17. Raival
18. Rembercourt-Sommaisne
19. Seigneulles
20. Seuil-d’Argonne
21. Les Trois-Domaines
22. Vaubecourt
23. Villotte-devant-Louppy
24. Waly